# Horst Friebolin
Horst Friebolin (* 15. September 1933 in Villingen) ist ein deutscher Chemiker, der auf dem Gebiet der NMR-Spektroskopie arbeitet und Lehrbücher zu diesem Thema veröffentlichte, die zu Standardwerken wurden.

## Leben
Horst Friebolin studierte von 1953 bis 1963 an der Universität Freiburg Chemie und promovierte  1963 bei Reinhard Mecke mit dem Thema Protonenresonanzuntersuchungen über innermolekulare Beweglichkeit und Konformationen von Sechs- und Siebenringen. Von 1963 bis 1968 war er am Institut für Elektrowerkstoffe der Fraunhofer-Gesellschaft in Freiburg tätig, von 1968 bis 1970 am Institut für Makromolekulare Chemie, Universität Freiburg beschäftigt. Von 1970 bis 1971 arbeitete er bei der BASF. Er habilitierte sich  1971 in Freiburg und wechselte 1972 an die Universität Heidelberg, wo er als Nachfolger von Albrecht Mannschreck die Abteilung NMR-Spektroskopie übernahm. 1974 wurde er dort Professor und ist mittlerweile emeritiert. Seine Arbeitsschwerpunkte sind NMR-spektroskopische Untersuchungen von dynamischen chemischen Prozessen und enzymatisch katalysierten Reaktionen. Seine Bücher über die NMR-Spektroskopie wurden Standardlehrbücher, erfuhren mehrere Auflagen und wurden ins Englische übersetzt.

## Veröffentlichungen
- Carsten Deus, Horst Friebolin: Partiell acetylierte Cellulose: Synthese und Bestimmung der Substituentenverteilung mit Hilfe der 1H NMR-Spektroskopie. In: Makromol. Chem. Band 192, 1991, S. 75–83, doi:10.1002/macp.1991.021920107.
- Rudi Wajda, M. König, H. Ludwig, S. Mronga, H. Friebolin: 1H-NMR-Untersuchungen zur Spaltspezifität von α- und β-D-Glucosidasen gegenüber Disacchariden. In: Carbohydrate Research. Band 235, 1992, S. 259–267, doi:10.1016/0008-6215(92)80094-H.
- Horst Friebolin, Gerhard Schilling: Zweidimensionale NMR-Spektroskopie. In: Chemie in unserer Zeit. Band 28, 1994, S. 88–101, doi:10.1002/ciuz.199400010.

## Bücher
- Horst Friebolin: NMR-Spektroskopie : eine Einführung mit Übungen. Verlag Chemie, Weinheim (Bergstr.) 1974, ISBN 978-3-527-21011-4.
- Horst Friebolin: Ein- und zweidimensionale NMR-Spektroskopie : Eine Einführung. 5. Auflage. Wiley-VCH, Weinheim 2013, ISBN 978-3-527-33492-6, S. 429. (Onlineausgabe ISBN 	978-3-527-67051-2)
- Horst Friebolin: Basic one- and two-dimensional NMR spectroscopy. 5. Auflage. Wiley-VCH, Weinheim 2011, ISBN 978-3-527-32782-9, S. 418.